# 一青想
一青想（ひとおもい）は、一青窈の2枚目のアルバム。2004年4月7日リリース。初回盤は特殊パッケージ仕様、シングル5曲のPV収録DVD及びステッカー付き。

## 解説
2004年12月1日にはLIVE DVD『一青窈 LIVE TOUR 2004～てとしゃん～』と共に同DVDより8曲を収録したDVD付きの『一青想 Limited Edition』が同時発売された。
CDを取り出すとケースの底部に一青窈の詞を見ることができる。

## 収録曲
作詞は全て一青窈。
1. 今日わずらい
作曲・編曲：富田素弘
3rdシングル『金魚すくい』のカップリング
テレビ東京系『もうひとつの歴史 芭蕉の苦悩と決断そして恋』エンディングテーマ
2. INTERLUDE
映画『珈琲時光』の一場面より。
3. 一思案（ひとしあん）
作曲：井上陽水／編曲：星勝
ベストアルバム『BESTYO』に再録。映画『珈琲時光』主題歌。2006年のライブツアー「Yo&U Tour '06」にて会場ごとに歌詞の異なる「一思案」を披露した。また、同年によみうりランドで行われた初のフリーコンサート「BESTYO Free CONCERTYO」においても同ライブ用の歌詞を使用した。
4. いろはもみじ 
作曲：マシコタツロウ／編曲：武部聡志
5. 面影モダン
作曲：井上陽水／編曲：武部聡志
ライブDVD『一青窈 LIVE TOUR 2004～てとしゃん～』収録のものは一部の歌詞が異なる。
6. うやむや
作曲・編曲：富田素弘
7. 金魚すくい
作曲・編曲：富田素弘
3rdシングル
8. 江戸ポルカ
作曲・編曲：武部聡志
4thシングル
東京国際ファンタスティック映画祭2003公式イメージソング。
9. 大家 (ダージャー)
作曲：マシコタツロウ／編曲：武部聡志
2ndシングル
シングルに収録されたのものとは一部歌詞が異なる。
10. 夢なかば
作曲・編曲：武部聡志
4thシングル
TBS系スペシャルドラマ『向田邦子の恋文』主題歌。
11. ハナミズキ
作曲：マシコタツロウ／編曲・武部聡志
5thシングル

## DVD収録内容
一青想
内容は全てPV。
1. もらい泣き
2. 大家（ダージャー）
3. 金魚すくい
4. 江戸ポルカ
5. ハナミズキ

一青想 Limited Edition
- 一青窈 Digest of LIVE TOUR ～てとしゃん～ 2004.4.11@NHK HALL

1. 今日わずらい
2. 面影モダン
3. 江戸ポルカ
4. 年年歳歳
5. 月天心
6. もらい泣き
7. 一思案
8. ハナミズキ

## 演奏
- 一青窈：Vocals
- 富田素弘：All Instruments & Programming (#1.6.7)
- 西川進：Guitars (#3)
- 小島良喜：Keyboards (#3)
- 皆川真人：Synthesizer (#3)
- 石川鉄男：Synthesizer Programming (#3)
- 森安信夫：Synthesizer Programming (#3)
- 武部聡志：All Keyboard Instruments (#4.5.8.9.10.11)
- 山中雅文：Synthesizer Operate (#4.5.8.9.10.11 )
- チェン・ミン：二胡 (#4)
- 美久月千晴：Bass (#5.8.10.11)
- 島村英二：Drums (#8)
- 小倉博和：Guitar (#8.10)
- 三沢またろう：Percussion (#8)
- 金子隆博 (BIG HORNS BEE)：Tenor Sax (#8)
- 織田浩司 (BIG HORNS BEE)：Alto Sax (#8)
- 河合わかば (BIG HORNS BEE)、野村裕幸：Trombone (#8)
- 小林太 (BIG HORNS BEE)、佐々木史郎：Trumpet (#8)
- 山木秀夫：Drums (#10.11)
- 狩野良昭：Guitar (#11)